# مثالية تركية
المثالية (بالتركية: Ülkücülük)، هي أيديولوجية قومية متطرفة و عنصرية طورها ألب أرسلان توركش وحزب الحركة القومية كايديولوجيا محاربة لليساريين.

## أحزاب مثالية
- حزب الحركة القومية
- الحزب الجيد
- حزب النصر
- حزب الاتحاد الكبير
- حزب الطريق الوطني